# فيل كارترايت
فيل كارترايت (بالإنجليزية: Phil Cartwright)‏ (8 فبراير 1908 في المملكة المتحدة - 1 أكتوبر 1974) هو لاعب كرة قدم بريطاني في مركز الهجوم. لعب مع نادي بورنموث ونادي روذرهام يونايتد ونادي كارلايل يونايتد ونادي ميدلزبره وهال سيتي ونادي سكاربورو ولينكولن سيتي أف سي ونادي برادفورد بارك أفنيو.